# Onesia wolongensis
Onesia wolongensis este o specie de muște din genul Onesia, familia Calliphoridae, descrisă de Chen și Fan în anul 1993.
Este endemică în Sichuan. Conform Catalogue of Life specia Onesia wolongensis nu are subspecii cunoscute.